# عبد الله رضوان
عبد الله محمد موسى رضوان (1949 أريحا- 13 مارس 2015 الزرقاء) شاعر أردني حصل على بكالوريوس الآداب من الجامعة الأردنية عام 1971. ومن أشهر أعماله خطوط على لافتة الوطن 1977 وأما أنا فلا أخلع الوطن 1979 والخروج من سلاسل مؤاب 1982 وأرى فرحًا في المدينة يسعى 1984 والنموذج وقضايا أخرى وأسئلة الرواية الأردنية وغواية الزنزلخت.
حصل على جائزة النقد الأدبي لرابطة الكتاب الأردنيين لعام 1983 عن كتابه النموذج وقضايا أخرى، وجائزة عبدالرحيم عمر لأفضل ديوان شعر عربي، رابطة الكتاب، عن ديوانه يجيئون ويمضون.. وتظل الحياة عام 1995، كما حاز وسام الثقافة الفرنسي بمرتبة فارس، وزارة الثقافة الفرنسية عام 2006.